# Stemma della Danimarca
Lo stemma nazionale della Danimarca è l'attuale emblema ufficiale di stato del Regno di Danimarca.

## Blasonatura dello stemma nazionale
Lo stemma nazionale è costituito da un campo d'oro seminato di nove cuori rossi e caricato di tre leoni passanti d'azzurro, coronati, armati d'oro e lampassati di rosso, il tutto sormontato dalla corona regale. 
Lo stemma della Danimarca riprende lo stemma della stirpe degli Estridsen, famiglia regnante che resse la Danimarca per secoli. La più antica descrizione di questo stemma risale al re Canuto VI di Danimarca nel 1194. Dopo la morte di Canuto VI cambiarono lo stemma aggiungendo i diamanti alla corona che prima era semplice e senza pietre decorative.

## Blasonatura dello stemma reale

Lo stemma reale danese.

Lo stemma reale è più complesso. Lo scudo è inquartato da una croce d'argento bordata di rosso, derivante dalla bandiera della Danimarca:
- il primo quarto rappresenta la Danimarca ed è costituito da un campo d'oro seminato di nove cuori rossi e caricato di tre leoni passanti d'azzurro, coronati, armati d'oro e lampassati di rosso;
- il secondo quarto rappresenta le isole Fær Øer ed è costituito da un campo azzurro caricato di un ariete d’argento cornato ed unghiato d’oro;
- il terzo quarto, rappresenta la Groenlandia ed è costituito da un orso polare al naturale;
- il quarto quarto, infine, rappresenta lo Schleswig (un'antica provincia danese ora divisa fra Danimarca e Germania) ed è costituito da un campo d'oro caricato di due leoni passanti d'azzurro, coronati ed armati d'oro, lampassati di rosso.

L'attuale versione dello stemma, istituita dal regio decreto del 20 dicembre 2024, è notevolmente semplificata rispetto alla versione precedente al 1972, che conteneva altri sette simboli: cinque territori precedentemente sotto la giurisdizione dei re danesi nel medioevo (Holstein, Stormarn, Dithmarschen, Lauenburg e Delmenhorst) e due titoli nobiliari (re dei Goti e re dei Venedi). Inoltre, l’ultima versione vuole rafforzare la presenza del Commonwealth nell’arma reale.
Una corona d'argento caricata su campo rosso era stata precedentemente inserita a rappresentare l'Islanda, ma, a causa dell'opposizione islandese, questo simbolo è stato sostituito nel 1903 da un falco d'argento al campo d'azzurro. Il falco è stato a sua volta rimosso dallo stemma reale nel 1948 dopo la fine dell'unione danese-islandese nel 1944.
Al centro dello scudo due barre rosse su campo d'oro rappresentano gli Oldenburg, l'antica dinastia che unì la Danimarca nel XV secolo. Quando questa dinastia si estinse, nel 1863, la corona passò al Principe Cristiano del ramo cadetto dei Glücksburg, i cui discendenti regnano tuttora sulla Danimarca. Il Casato di Glücksburg continua a utilizzare lo stemma degli Oldenburg.
Lo scudo, ornato dai collari dell'Ordine del Dannebrog e dell'Ordine dell'Elefante, è sostenuto da due giganti, avvolto nel manto di ermellino ed è sormontato dalla corona regale.
Lo stemma reale è riservato esclusivamente al sovrano, alla famiglia reale, alla guardia reale e alla corte.

1819-1903
1903-1948
1948-1972
1972-2024
2024-oggi

## Elementi attualmente utilizzati nello stemma

Danimarca
Fær Øer
Groenlandia
Oldenburg
Schleswig